# Espai localment anellat
Un espai localment anellat és un espai topològic X, juntament amb un feix F d'anells commutatius sobre X.
El feix F és també rep el nom de feix estructural de l'espai localment anellat X, i de vegades s'escriu: OX.